# Cathédrale Saint-François-de-Sales de Chambéry
Pour les articles homonymes, voir Saint-François-de-Sales et François de Sales.
La cathédrale Saint-François-de-Sales de Chambéry est la cathédrale métropole de l'Archidiocèse de Chambéry, Saint-Jean-de-Maurienne et Tarentaise, dans le département français de la Savoie. Son emplacement se trouve dans le centre historique de la ville de Chambéry, entre la place Saint-Léger et la rue de la Croix-d'Or. La place du parvis est appelée place Métropole.
Ce monument fait l'objet d'un classement au titre des monuments historiques depuis le 9 août 1906.

## Histoire
Au départ, modeste chapelle conventuelle des franciscains dont la construction débute vers 1420, puis église attenante à leur couvent (le cloître gothique abrite aujourd'hui le musée savoisien), elle s'agrandit et est consacrée le 15 juin 1488 et terminée en 1585. Dès le XVe siècle, le suaire de Turin est parfois transféré dans cette église des Cordeliers où de fastueux offices se déroulent lors des ostensions solennelles de la relique qui attirent un grand empressement de pèlerins. Édifiée sur la place Métropole pour l'ordre des Franciscains, les Chambériens l'appellent « la Métropole ».
L'église des Cordeliers est profanée pendant la Révolution, mais le monument échappe à la rage des démolisseurs. À l'occasion de la création de l'évêché de Chambéry, l'église Saint-François devient cathédrale en 1779 sous l'invocation de l'Annonciation de la bienheureuse Vierge Marie et du bienheureux (Amédée IX). Le rétablissement de l'évêché de Chambéry lors du concordat de 1801 est l'occasion pour le nouvel évêque René des Monstiers de Mérinville de placer l'église cathédrale sous le vocable de saint François de Sales en 1802.
La restauration de la façade en pierre de molasse est achevée en 2009 à la suite des travaux commencés en 2006. Elle a nécessité six tailleurs de pierre et coûté 1 325 171 euros, financés à 100 % par l'État.
Renouant avec son passé, la cathédrale se voit offrir par le diocèse de Turin en 2014 une copie du suaire de Turin visible dans la chapelle de la Résurrection, derrière le chœur, des panneaux pédagogiques l'accompagnant pour en expliquer l'histoire et la lecture.

## Description
La cathédrale a été classée monument historique le 9 août 1906.

### Architecture

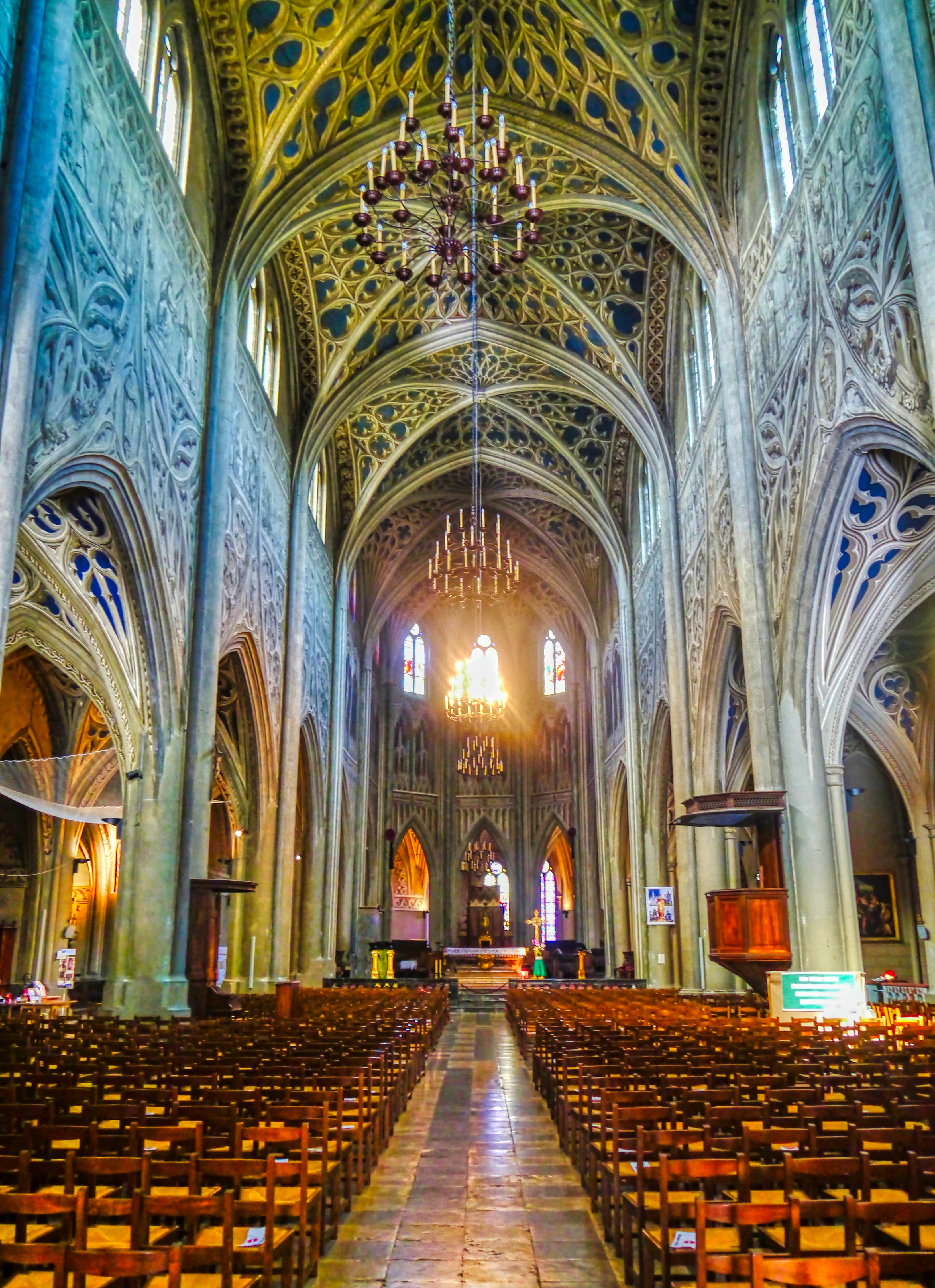
L'intérieur.

La façade principale édifiée en 1522, en gothique flamboyant d'une simplicité propre à une église franciscaine, laisse apparaître clairement la structure de l'édifice : une nef centrale assez élevée (23 m sous voûtes), flanquée de bas-côtés. La construction n'a pas la grandeur d'autres cathédrales pour des raisons techniques : le sous-sol étant fortement marécageux, la tradition rapporte qu'il fallut planter pas moins de 30 000 pilotis de mélèze. De l'intérieur, le volume est cependant assez impressionnant par la longueur, plus de 70 m, sur 34 m de largeur.
Il n'y a pas de transept. La particularité la plus frappante réside dans l'architecture du bas-côté et des chapelles latérales du côté sud (à droite en regardant vers le chœur). Une seule voûte assez complexe couvre à la fois la chapelle et le bas-côté. Les chapelles sont polygonales, ce qui donne à l'extérieur une succession inhabituelle de contreforts d'angles. Elles se poursuivent jusqu'à la chapelle axiale de l'abside, au nombre de neuf au total.
Du côté nord, les deux chapelles de l'abside sont aveugles, ainsi que la suivante qui est la salle du Trésor, à la base du clocher, seule vestige d'un couvent dominicain du XIIIe siècle (ce trésor contient une Nativité en bois polychrome du XVe siècle, une pyxide en émail champlevé limousin du XIIIe siècle et la pièce maîtresse, un diptyque en ivoire du XIIe siècle d'inspiration byzantine). Puis viennent des chapelles latérales de plan rectangulaire et de faible profondeur, adossées au cloître.

Détails de la façade
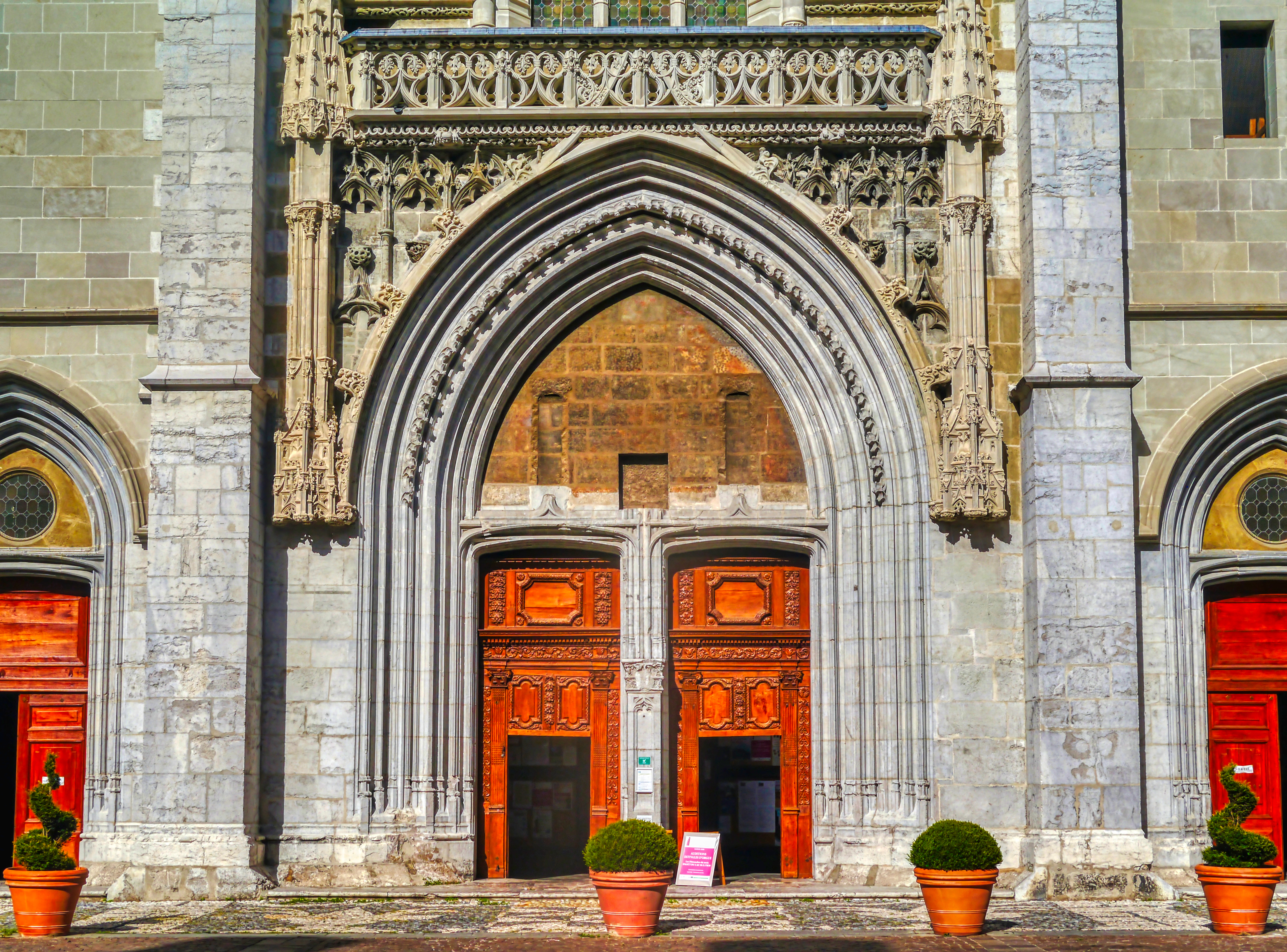
Le portail de la façade.
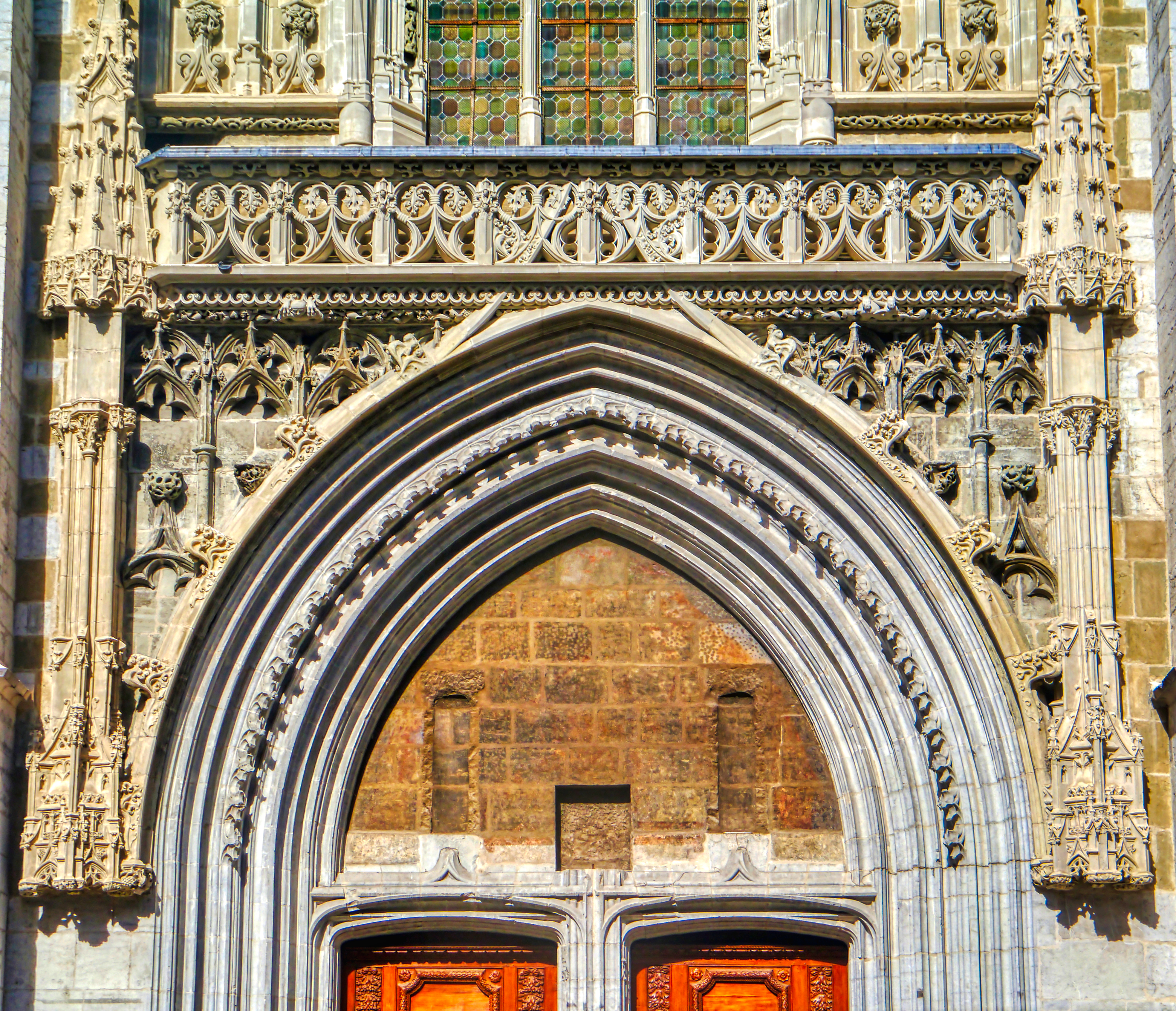
Le portail de la façade avec le tympan.
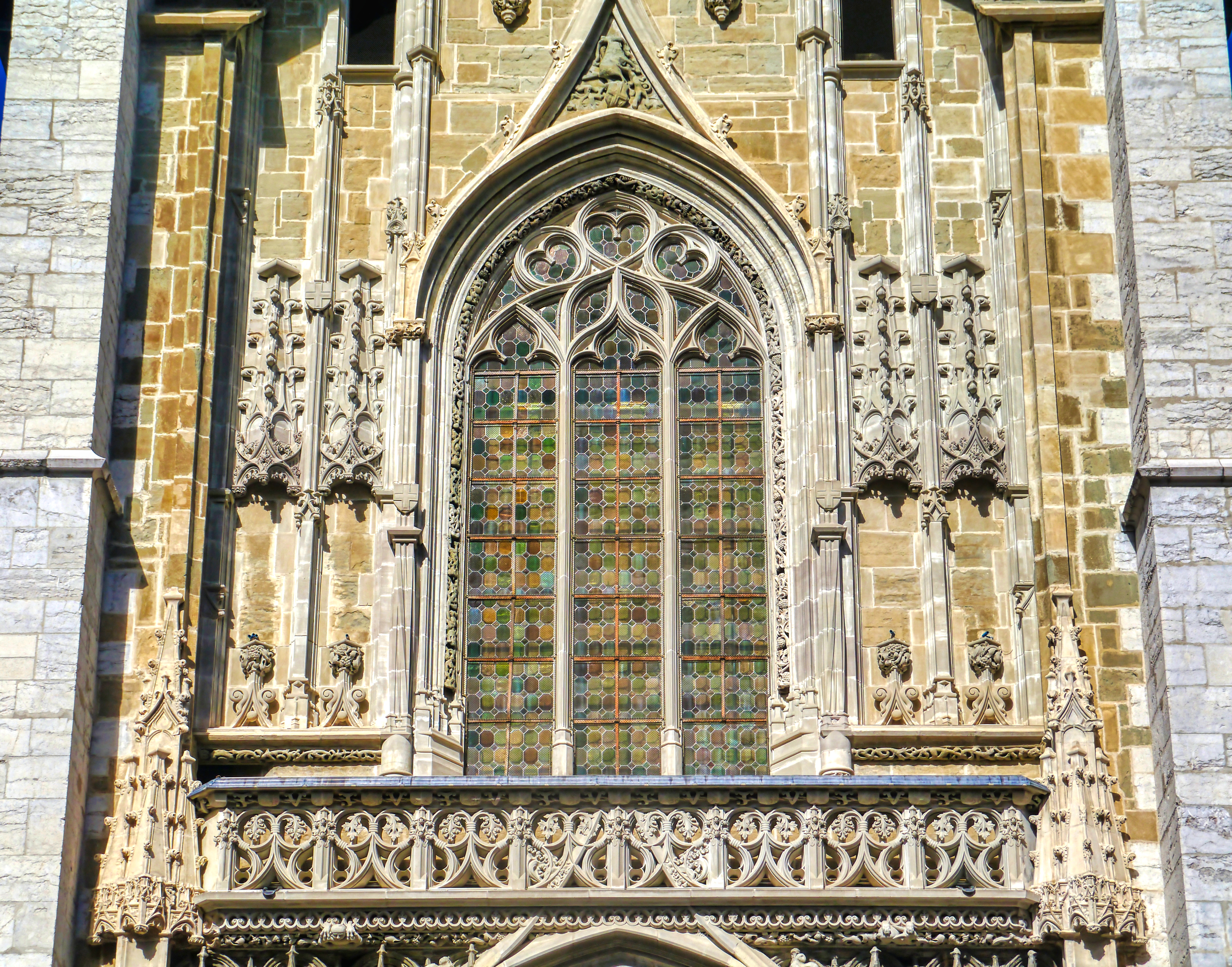
Les fenêtres de la façade.
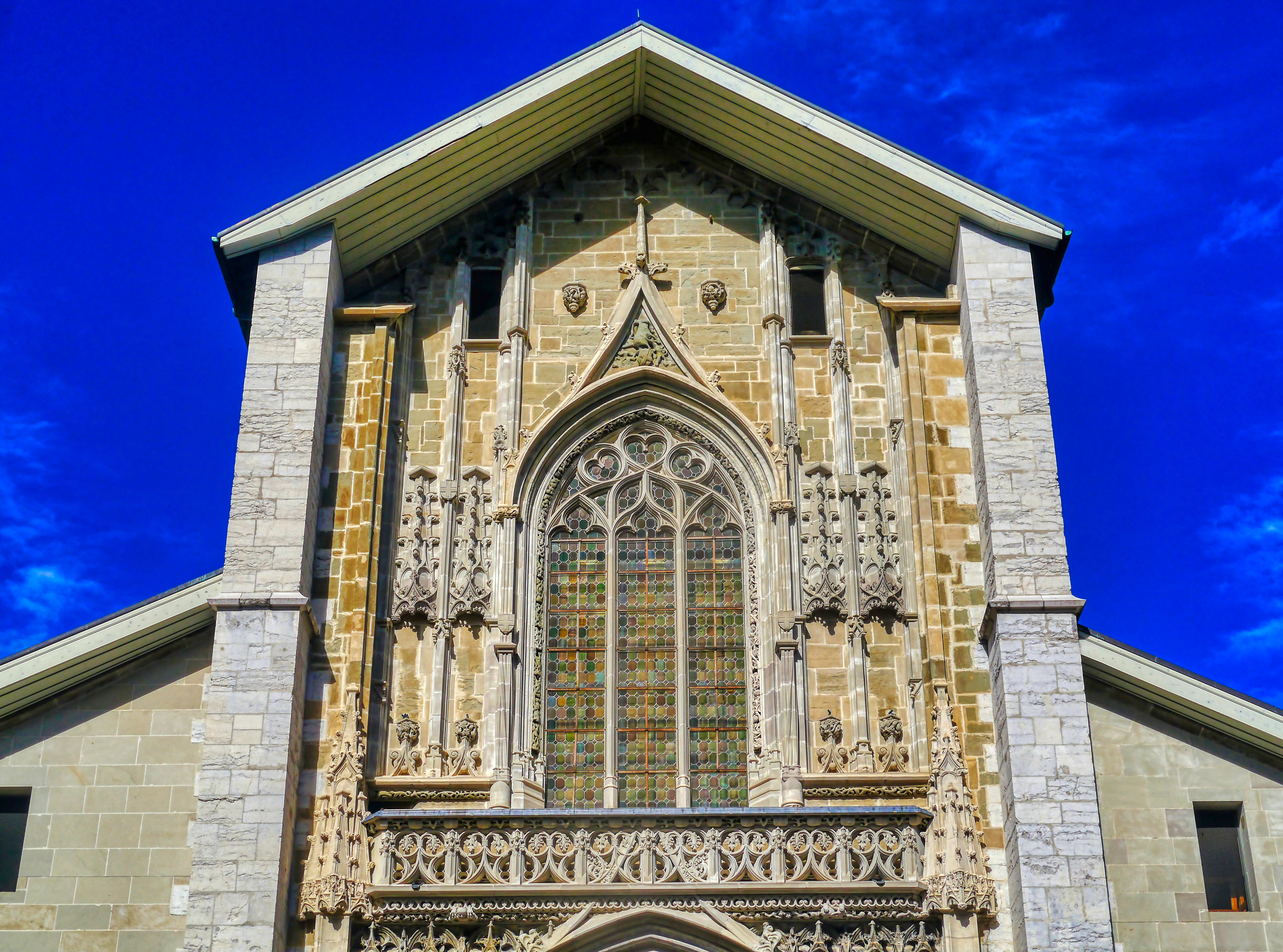
Le fronton de la façade.

### Peintures en trompe-l'œil
La cathédrale abrite le plus vaste ensemble de peintures en trompe-l'œil d'Europe (près de 6 000 m2). Après la révolution piémontaise de 1821, le duc Charles-Félix de Savoie fait venir de nombreux artistes. Les peintures en trompe-l'œil sont déjà une des spécialités de Chambéry. Fabrizio Sevesi a réalisé un premier trompe-l'œil dans le chœur de la cathédrale en 1810. Puis entre 1834 et 1835, l'artiste « officiel » Casimir Vicario peint l'ensemble des murs et des voûtes dans le style gothique flamboyant.
Sur les voûtes, il fait apparaître le ciel à travers les remplages gothiques. Enfin, en 1885, Bernard Sciolli peint, dans un style différent, le chœur, le déambulatoire, les chapelles du bas-côté droit et la chapelle canoniale. Les restaurations ultérieures rétabliront les peintures de Sevesi dans le chœur, et de Vicario ailleurs. Seule la chapelle canoniale conserve les décorations de Sciolli.

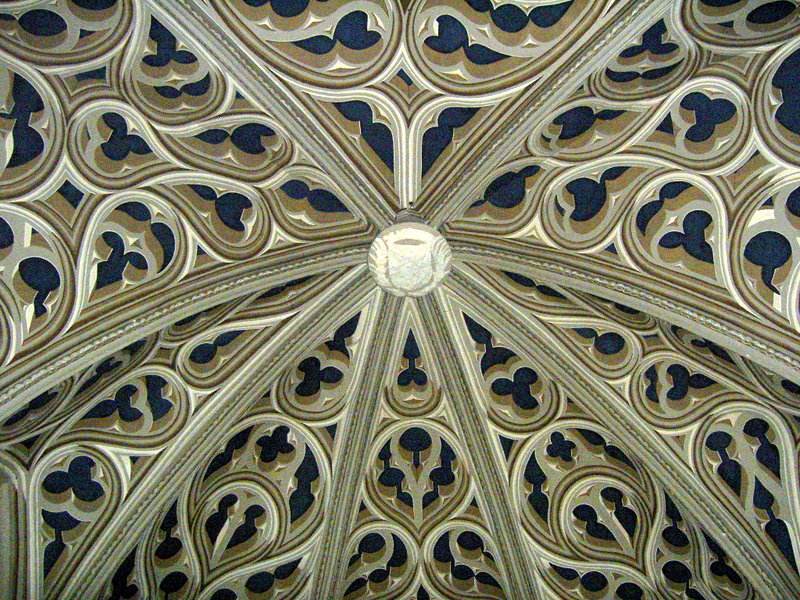
Voûte en trompe-l'œil.
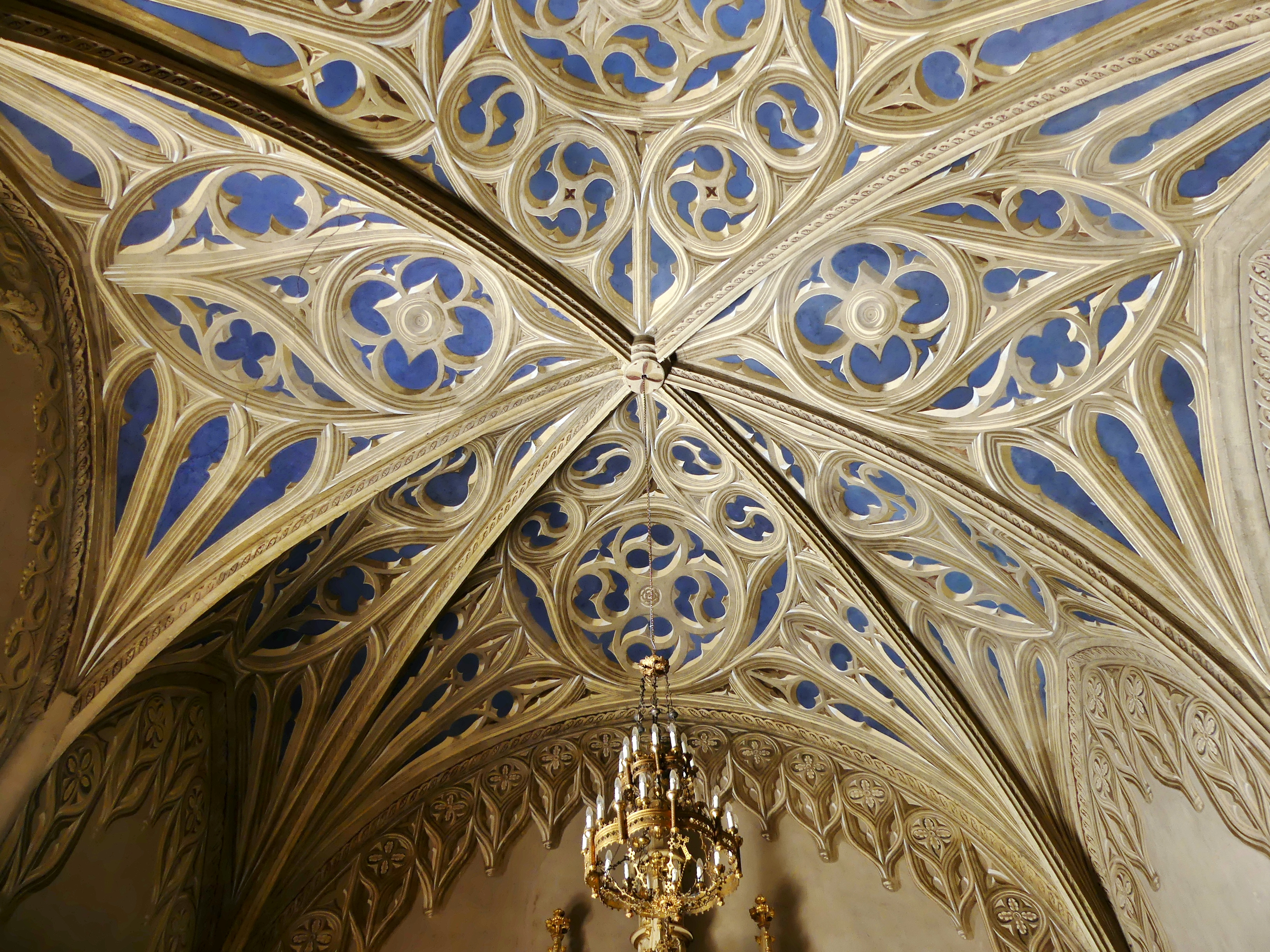
Voûte en trompe-l'œil.
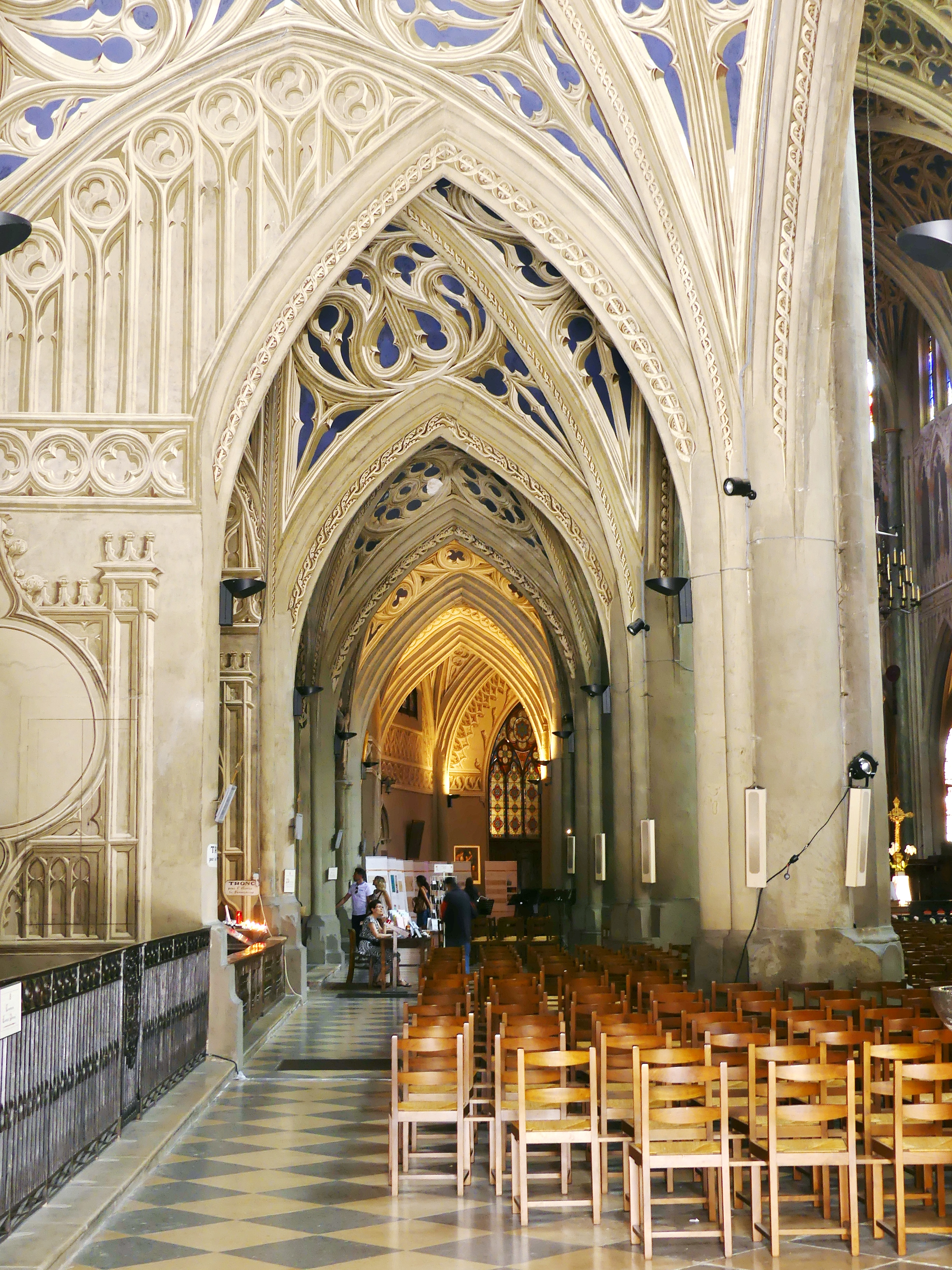
Collatéral en trompe-l'œil.
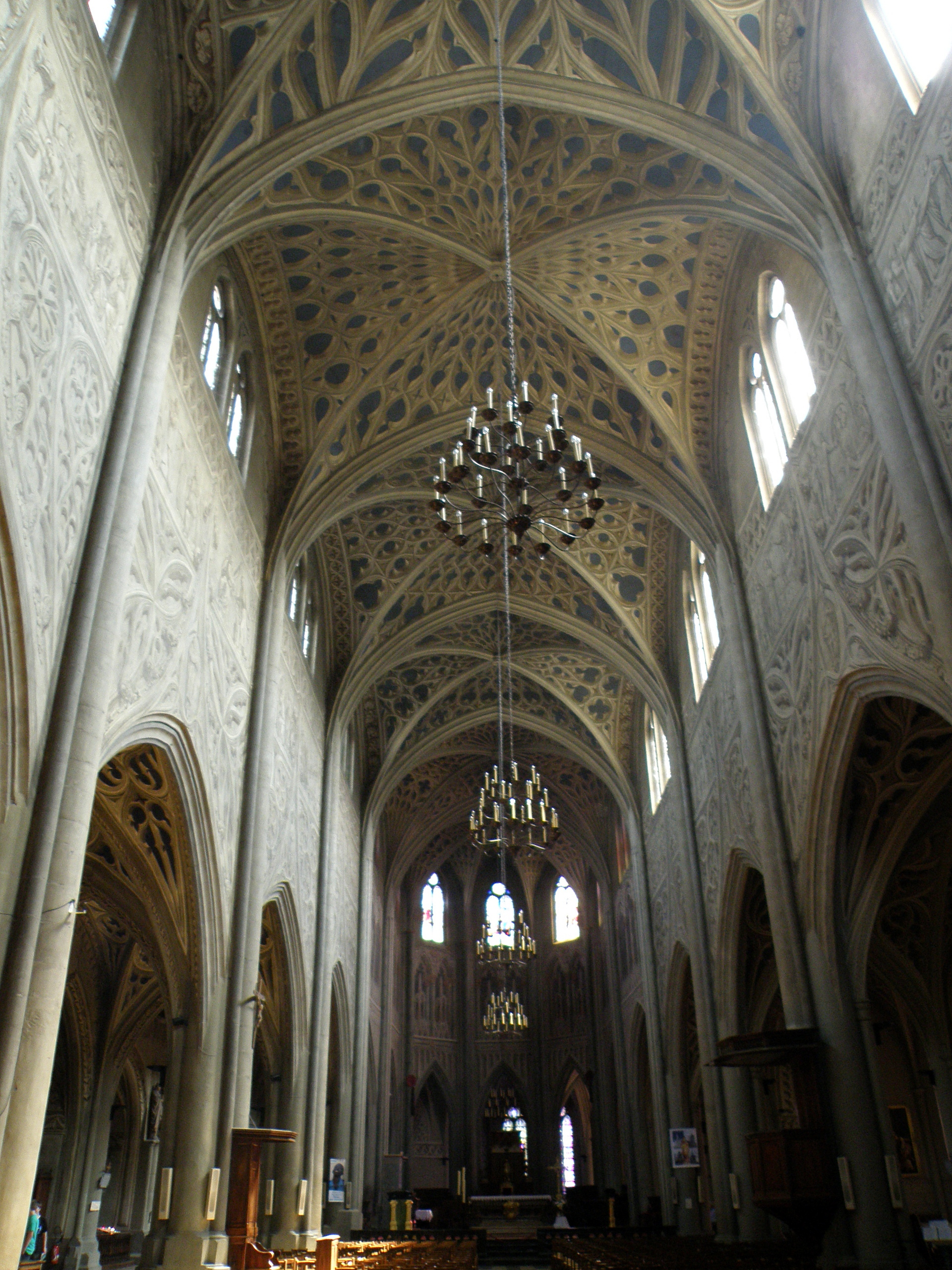
La nef en trompe-l'œil.

### Orgue

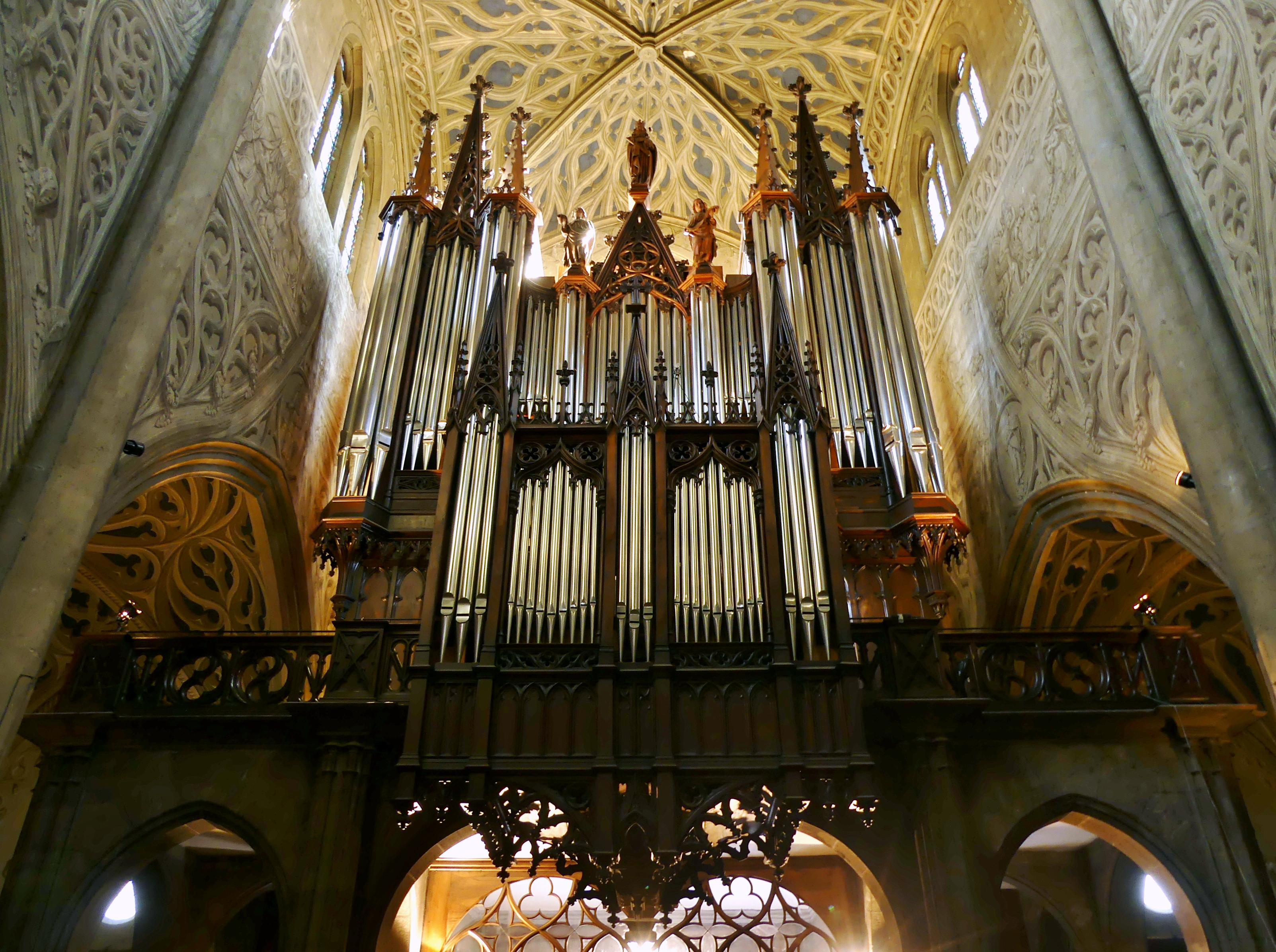
Le grand orgue.

L'orgue de la cathédrale est classé monument historique. Il fut construit en 1847 par le facteur d'orgues Augustin Zeiger. Cet Alsacien d'origine a conçu cet instrument en suivant les principes du théoricien allemand Wolfgang Figulus qui préconisait l'usage de tuyaux dont le calcul des diamètres permet d'enrichir le médium, qui est une région sonore plus perceptible pour les auditeurs. Augustin Zeiger a construit un orgue de style romantique comme cela se pratiquait au XIXe siècle. Cet orgue fit l'objet de nombreuses inventions par cet artisan.
Il y mit en place une boîte expressive complexe, un levier démultiplicateur pour le décollement des soupapes ou encore une « voix humaine » modulable. Un an plus tard, en 1848, il décida d'agrandir l'orgue par l'adjonction d'un gigantesque positif de dos, premier clavier de 56 notes. Durant 20 ans, l'instrument ne connut pas de modifications avant celle du neveu d'Augustin Zeiger, qui restaura l'orgue tout en y apportant de nombreuses modifications.
L'instrument subit une importante modification en 1895 par la manufacture lyonnaise Charles Michel-Merklin qui dota l'orgue d'une machine pneumatique Barker pour pallier la dureté du toucher des claviers. Le siècle suivant, en 1960, un marché de restauration de l'instrument a été lancé. C'est le facteur parisien Victor Gonzalez qui décrocha le marché, l'artisan n'ayant aucun concurrent. Il électrifia la transmission des claviers tout en demeurant dans un esprit néo-classique. L'instrument fut classé monument historique en 1988.
L'instrument fut entièrement restauré dans l'esprit de Zeiger par le facteur Pascal Quoirin en 2004.
Composition de l'instrument : 
| Grand orgue | Positif de dos | Récit expressif | Pédalier |
| --- | --- | --- | --- |
| Montre 16 Bourdon 16 Montre 8 Bourdon 8 Gambe 8 Flûte en bois 8 Prestant 4 Flûte ouverte 4 Doublette 2 Sifflet 1 Plein jeu Cornet Bombarde 16 Trompette 8 Basson 8 Clairon 4 | Montre 8 Bourdon 8 Salicional 8 Flûte en bois 8 Prestant 4 Flageolet 4 Nazard 2 2/3 Doublette 2 Plein jeu Trompette 8 Clairon 4 Cromorne 8 | Voix angélique 8 Voix céleste 8 Flûte harmonique 8 Bourdon 8 Flûte octaviante 4 Octavin 2 Carillon Basson 16 Trompette 8 Hautbois 8 Voix humaine 8 « Trémolo » | Contrebasse 16 Bourdon 16 Flûte 8 Violoncelle 8 Flûte 4 Flûte 2 Contrebasson 32 Bombarde 16 Trompette 8 Clairon 4 |

Accouplements : Rec / GO ; Pos / GO ; Rec / Pos
Tirasses : Rec / Ped ; Pos / Ped ; GO / Ped